# Линия Бетюве
Ли́ния Бетю́ве (нидерл. Betuweroute или Betuwelijn) — специализированная железнодорожная магистраль в Нидерландах, предназначенная только для грузовых поездов. Проходит от Маасфлакте (вблизи Роттердама) до границы с Германией (в районе города Зевенар). Линия двухпутная, общая длина 158,5 км. Введена в строй 16 июня 2007 года.
От Маасфлакте до сортировочной станции Кейфхук идёт реконструированный старый путь, а от Кейфхука на восток был построен совершенно новый путь. На всём протяжении нет пересечений в одном уровне. Имеется 5 туннелей общей длиной 18 км и 130 виадуков и мостов общей длиной 12 км. При этом ¾ пути проходит вдоль автомагистрали A15. Значительная часть линии ограждена шумозащитными заборами; их длина (суммируя по обеим сторонам) составляет 160 км, то есть равна длине самой дороги.

## Технические данные
- Ширина колеи — 1435 мм
- Система электрификации — переменный ток 25 кВ 50 Гц (в отличие от других железных дорог Нидерландов, где используется постоянный ток 1500 В)
- Расчётная скорость — 120 км/ч
- Система безопасности —  ETCS
- Габарит — OPS-GC
- Класс нагрузки — E5 (нагрузка на ось 25 тс, погонная нагрузка 8,8 т/м)